# (11859) Danngarcia
(11859) Danngarcia es un asteroide perteneciente al cinturón de asteroides, región del sistema solar que se encuentra entre las órbitas de Marte y Júpiter, descubierto el 16 de septiembre de 1988 por Schelte John Bus desde el Observatorio Interamericano del Cerro Tololo, La Serena, Chile.

## Designación y nombre
Designado provisionalmente como 1988 SN1. Fue nombrado por Dann García (nacido en 1977) quien colaboró con la Misión Lucy de la NASA como subdirector de la Colaboración de Estudiantes Lucy, L'SPACE. Dann ha brindado capacitación y tutoría para el desarrollo de la fuerza laboral a estudiantes universitarios, transformando las vidas de miles de estudiantes, padres y educadores a lo largo de su carrera en la zona rural del sur de Texas.

## Características orbitales
Danngarcia está situado a una distancia media del Sol de 2,343 ua, pudiendo alejarse hasta 2,728 ua y acercarse hasta 1,959 ua. Su excentricidad es 0,164 y la inclinación orbital 7,543 grados. Emplea 1310,34 días en completar una órbita alrededor del Sol.

## Características físicas
La magnitud absoluta de Danngarcia es 14,86.